# Hogna massaiensis
Hogna massaiensis là một loài nhện trong họ Lycosidae.
Loài này thuộc chi Hogna. Hogna massaiensis được Carl Friedrich Roewer miêu tả năm 1960.